# Limón 1ra. Sección Sector B
Limón 1ra. Sección Sector B är en ort i Mexiko.   Den ligger i kommunen Macuspana och delstaten Tabasco, i den sydöstra delen av landet, 700 km öster om huvudstaden Mexico City. Limón 1ra. Sección Sector B ligger 18 meter över havet och antalet invånare är 584.
Terrängen runt Limón 1ra. Sección Sector B är mycket platt. Runt Limón 1ra. Sección Sector B är det ganska tätbefolkat, med 67 invånare per kvadratkilometer. Närmaste större samhälle är Macuspana, 17,8 km sydväst om Limón 1ra. Sección Sector B. Trakten runt Limón 1ra. Sección Sector B består till största delen av jordbruksmark.